# Мисс Интернешнл 2012
Мисс Интернешнл 2012 (англ. Miss International 2012) — 52-й международный конкурс красоты Мисс Интернешнл, проведённый 21 октября 2012 года в Наха (Япония), который выиграла Икуми Ёсимацу из Японии.

## Финальные результаты
| Финальные результаты | Участница |
| Мисс Интернешнл 2012 | - Япония – Икуми Ёсимацу |
| 1-я вице-мисс        | - Финляндия – Вииви Суоминен |
| 2-я вице-мисс        | - Шри-Ланка – Мадуша Маядунне |
| 3-я вице-мисс        | - Доминиканская Республика – Мелоди Мир |
| 4-я вице-мисс        | - Парагвай – Николь Убер |
| Полуфиналистки       | - Бразилия – Рафаэла Бутарелли - Колумбия – Мелисса Варон - Гаити – Анеди Азаэль - Индия – Рошель Мария Рао - Мексика – Хессика Гарсиа Форменти - Намибия – Паулина Малулу - Филиппины – Николь Шмиц - Великобритания – Ализе Лили Маунтер - США – Аманда Рене Дельгадо - Венесуэла – Бланка Альхибес |

## Специальные награды
| Награда                    | Участница                       |
| -------------------------- | ------------------------------- |
| Мисс Дружба                | - Маврикий – Амикша Дилчанд     |
| Мисс Фотогеничность        | - Япония – Икуми Ёсимацу        |
| Мисс Талант                | - Россия – Екатерина Меглинская |
| Лучший Национальный Костюм | - Гондурас – Николь Веласкес    |
| Мисс Интернет              | - Мьянма – Нанг Кхин Зай Яр     |
| Мисс JOICFP                | - Гаити — Анеди Азаель          |

## События
Источник:
| Дата       | Мероприятие | Место проведения                                               | Примечание |
| ---------- | --- | -------------------------------------------------------------- | ---------- |
| 1 октября  | Прибытие участниц |                                                                |            |
| 2 октября  | История Окинавы с Профессором Ясуси Камэсима и Открытая Пресс-конференция                                                                           | Shuri Castle Garden                                            |            |
| 3 октября  | Секция представления, церемония приветствия, вечеринка приветствия                                                                                  | Rhiga Royal Gran Okinawa, 2-й этаж                             |            |
| 4 октября  | Посещение музея Окинавы и Художественного музея, Женский форум (программа JOICFP)                                                                   | Okinawa Prefectural Museum & Art Museum                        |            |
| 5 октября  | Введение в историческую и культурную программы | Peace Memorial Park, Okinawa Prefectural Peace Memorial Museum |            |
| 6 октября  | Парад в национальных костюмах | Kokusai Avenue, Palette Square                                 |            |
| 7 октября  | Фестиваль Эйза | Okinawa Cellular Stadium Naha, Kumoji crossing                 |            |
| 8 октября  | Программа ношение Юкат | Civil Festival civil, fireworks                                |            |
| 9 октября  | Введение в историческую и культурную программы | Okinawa World, Ryukyumura                                      |            |
| 11 октября | Морские программы, программа Природной энергии | Kanucha Resort                                                 |            |
| 12 октября | Программа Карате практики (Посещение и обмен опытом со Старшей школой Okinawa Shogaku)                                                              | Okinawa Shogaku High school                                    | -          |
| 13 октября | Посещение Okinawa City и участие в лице болельщиц за футбольную команду Ryukyu                                                                      | Okinawa Comprehensive Athletic, Park Avenue                    |            |
| 14 октября | Уборка пляжа с последующим изготовления барбекю, участие в лице болельщиц за футбольную команду гандбольная команда Ryukyu Corazon, фестиваль Nanjo | Gusuku Road Park, Uminoue beach, Onoyama Budokan               |            |
| 15 октября | Программа обмена | Ishigaki Island, Miyako Island                                 |            |
| 17 октября | Посещение и обмен Ozato Junior High school, Visit and exchange, посещение ткацкой фабрики Urasoe                                                    | Ozato Junior High school                                       |            |
| 18 октября | Женский форум |                                                                |            |
| 20 октября | Вечеринка-приём | Bankoku Shinryokan                                             |            |
| 21 октября | Финал | Okinawa Prefectural Budokan at Onoyama Park                    |            |
| 22 октября | Этикет Медиа |                                                                |            |
| 24 октября | Посещение центра Churaumi Aquarium, IT Shinryo Park и OIST                                                                                          | IT Shinryo Park, OIST, Churaumi Aquarium                       |            |
| 26 октября | Программа пост-обмена |                                                                |            |
| 27 октября | Участие за баскетбольную программу Ryukyu Golden Kings                                                                                              |                                                                |            |

## Конкурсантки
Участвовало 69 стран.
| Страна-участница         | Конкурсантка                  | Возраст | Рост | Родной город                       |
| ------------------------ | ----------------------------- | ------- | ---- | ---------------------------------- |
| Аргентина                | Daiana Incandela              | 23      | 1.80 | Буэнос-Айрес                       |
| Австралия                | Sarah Jane Fraser             | 21      | 1.70 | Ньюкасл                            |
| Беларусь                 | Anastasia Pogranichnaya       | 20      | 1.75 | Минск                              |
| Бельгия                  | Alien Decock                  | 24      | 1.72 | Брюссель                           |
| Белиз                    | Destinee Arnold               | 19      | 1.68 | Бельмопан                          |
| Боливия                  | Stephanie Nuñez               | 20      | 1.74 | Пандо                              |
| Бразилия                 | Rafaela Butarelli             | 23      | 1.78 | Марилия                            |
| Камерун                  | Francoise Odette Ngoumou      | 22      | 1.85 | Дуала                              |
| Канада                   | Marta Jablonska               | 24      | 1.79 | Гамильтон                          |
| Тайбэй                   | Nianyu Yu                     | 20      | 1.62 | Тайбэй                             |
| Колумбия                 | Melissa Varón                 | 25      | 1.79 | Санта-Марта                        |
| Коста-Рика               | Natasha Sibaja                | 21      | 1.68 | Перес Селедон                      |
| Дания                    | Line Christiansen             | 18      | 1.70 | Орхус                              |
| Доминиканская Республика | Melody Mir Jiménez            | 23      | 1.77 | Сантьяго-де-лос-Трейнта-Кабальерос |
| Эквадор                  | Tatiana Loor                  | 21      | 1.73 | Санто Доминго                      |
| Сальвадор                | Marlin Ramirez                | 21      | 1.70 | Сан-Сальвадор                      |
| Эстония                  | Xenia Likhacheva              | 23      | 1.71 | Таллинн                            |
| Финляндия                | Viivi Suominen                | 25      | 1.75 | Турку                              |
| Франция                  | Marion Amelineau              | 23      | 1.79 | Живран                             |
| Габон                    | Channa Divouvi                | 21      | 1.77 | Либревиль                          |
| Германия                 | Aline Marie                   | 25      | 1.76 | Мюнхен                             |
| Гибралтар                | Kerrianne Massetti            | 24      | 1.81 | Гибралтар                          |
| Гваделупа                | Aude Belenus                  | 21      | 1.89 | Бас-Тер                            |
| Гуам                     | Chanel Cruz Jarrett           | 18      | 1.72 | Агана Хейц                         |
| Гватемала                | Christa Irene García González | 20      | 1.70 | Гватемала                          |
| Гаити                    | Anedie Azael                  | 23      | 1.77 | Порт-о-Пренс                       |
| Гондурас                 | Nicole Velasquez              | 21      | 1.78 | Тегусигальпа                       |
| Гонконг                  | Tracy Tsin Suet Chu           | 24      | 1.70 | Гонконг                            |
| Венгрия                  | Claudia Kozma                 | 21      | 1.70 | Будапешт                           |
| Индия                    | Rochelle Maria Rao            | 23      | 1.70 | Ченнаи                             |
| Индонезия                | Liza Elly Purnamasari         | 21      | 1.75 | Маланг                             |
| Израиль                  | Yael Markovich                | 23      | 1.68 | Хайфа                              |
| Италия                   | Giulia Masala                 | 19      | 1.76 | Плоаге                             |
| Япония                   | Икуми Ёсимацу                 | 25      | 1.70 | Сага                               |
| Республика Корея         | Lee Jung-bin                  | 19      | 1.74 | Кванджу                            |
| Латвия                   | Kristina Viluma               | 22      | 1.68 | Рига                               |
| Ливан                    | Cynthia Moukarzel             | 24      | 1.65 | Бейрут                             |
| Макао                    | Cherry Ng                     | 25      | 1.68 | Макао                              |
| Малайзия                 | Mei Xian Teng                 | 21      | 1.76 | Перак                              |
| Мавритания               | Ameeksha Dilchand             | 25      | 1.76 | Порт-Луи                           |
| Мексика                  | Jessica García Formenti       | 22      | 1.79 | Ла-Пас                             |
| Монголия                 | Dolgion Delgerjav             | 21      | 1.77 | Улан-Батор                         |
| Мьянма                   | Nang Khin Zay Yar             | 24      | 1.74 | Таунджи                            |
| Намибия                  | Paulina Malulu                | 23      | 1.75 | Виндхук                            |
| Непал                    | Subekshya Khadka              | 18      | 1.65 | Лалитпур                           |
| Новая Зеландия           | Hannah Carson                 | 25      | 1.70 | Окленд                             |
| Никарагуа                | Reyna Perez                   | 20      | 1.75 | Чинандега                          |
| Панама                   | Karen Jordán                  | 23      | 1.73 | Давид                              |
| Парагвай                 | Nicole Huber                  | 22      | 1.74 | Асунсьон                           |
| Перу                     | Rossmary Pizarro              | 25      | 1.75 | Икитос                             |
| Филиппины                | Nicole Schmitz                | 24      | 1.73 | Себу                               |
| Польша                   | Rozalia Mancewicz             | 25      | 1.75 | Белосток                           |
| Португалия               | Joana Peta                    | 22      | 1.75 | Фару                               |
| Пуэрто-Рико              | Ashley Ruiz                   | 24      | 1.75 | Ринкон                             |
| Россия                   | Ekaterina Meglinskaia         | 20      | 1.75 | Саратов                            |
| Сингапур                 | Leong Ying Mae                | 22      | 1.75 | Сингапур                           |
| Словакия                 | Denisa Krajčovičová           | 24      | 1.72 | Братислава                         |
| Испания                  | Ana Amparo Crespo             | 22      | 1.76 | Валенсия                           |
| Шри-Ланка                | Madusha Mayadunne             | 25      | 1.76 | Коломбо                            |
| Суринам                  | Wynona Redmond                | 25      | 1.75 | Парамарибо                         |
| Швеция                   | Katarina Konow                | 19      | 1.74 | Стокгольи                          |
| Французская Полинезия    | Ariirau Sandras               | 22      | 1.74 | Папеэте                            |
| Таиланд                  | Rungsinee Panjaburi           | 21      | 1.67 | Лампхун                            |
| Турция                   | Meltem Tüzüner                | 23      | 1.76 | Истанбул                           |
| Украина                  | Julia Gershun                 | 23      | 1.76 | Днепропетровск                     |
| Великобритания           | Alize Lily Mounter            | 24      | 1.79 | Лондон                             |
| США                      | Amanda Renee Delgado          | 22      | 1.75 | Los Angeles                        |
| Венесуэла                | Blanca Aljibes                | 24      | 1.79 | Валенсия                           |
| Виргинские Острова (США) | Vanessa Donastorg             | 23      | 1.70 | Сент-Томас                         |

## Иные заметки о конкурсе

### Отказались от участия
- Аруба
- Китай: Чжан Чэнчэн
- Куба
- Эфиопия Милкам Индал
- Грузия: Мариям Гирмисашвили
- Гавайи
- Кыргызстан
- Нидерланды
- Румыния
- ЮАР: Доник Ленард
- Танзания: Винфрида Доминик
- Тринидад и Тобаго
- Вьетнам
- Зимбабве

### Дебютанты
- Камерун
- Гибралтар
- Гаити
- Намибия
- Виргинские Острова (США)

### Повторное участие стран в конкурсе после перерыва
Последний раз участвовали:
- Мисс Интернешнл 1961:
  -  Мьянма (Бирма)
- Мисс Интернешнл 2005:
  -  Израиль
- Мисс Интернешнл 2008:
  -  Суринам
- Мисс Интернешнл 2009:
  -  Аргентина
  -  Габон
- Мисс Интернешнл 2010:
  -  Канада
  -  Маврикий
  -  Никарагуа
  -  Шри-Ланка
  -  Великобритания

## Историческое значение
- Япония впервые завоевала звание Мисс Интернешнл
- Гаити и Намибия впервые представляют страны.
- Венесуэла — завоевание побед 8 раз.
- Филиппины — завоевание побед 5 раз.
- Финалисты прошлого года: Бразилия, Филиппины и Венесуэла.
- Парагвай — последнее участие в конкурсе, в 1961 году.
- США — последнее участие в конкурсе, в 2004 году.
- Шри Ланка — последнее участие в конкурсе, в 2007 году.
- Колумбия — последнее участие в конкурсе, в 2008 году.
- Доминиканская Республика, Финляндия, Мексика и Великобритания — последнее участие в конкурсе, в 2009 году.
- Индия и Япония —последнее участие в конкурсе, в 2010 году.
- Намибия стала первой африканской страной, которая участвовала в полуфинале, так как в Сенегале располагали в 2002 году.

## Участвовали в других конкурсах
Мисс Вселенная
- 2011:  Гаити: Анеди Азэль
- 2011:  Польша: Розалия Манкевич
- 2012:  Габон: Channa Divouvi]
- 2012:  Маврикий: Ameeksha Dilchand]

Мисс Земля
- 2010:  Макао: Черри Нг
- 2011:  Парагвай: Николь Убер (Топ 30)
- 2011:  Великобритания: Ализе Лили Маунтер (Топ 7)
  -  представительница  Англия

Мисс Земля
- 2011:  Бельгия: Элин Декок
- 2011:  Эстония: Ксения Лихачёва
- 2011:  Макао: Черри Нг
- 2011:  Парагвай: Николь Убер (Top 16)

Miss Tourism Queen International
- 2005:  Польша: Розалия Манкевич (3-я Вице Мисс)
- 2008:  США: Аманда Рене Дельгадо
  - ' представительница ' Гавайи'

Мисс Американский Континент
- Мисс Американский Континент 2012:  Эквадор: Татьяна Лур

Мисс Азиатско-Тихоокеанского региона
- 2011:  Панама: Карен Йордан

Мисс Международный туризм
- 2011:  Коста-Рика: Наташа Сибая

Мисс Модель Мира
- Мисс Моедель Мира 2010:  США: Аманда Рене Дельгадо (Победительница)

Reinado Internacional del Café
- Reinado Internacional del Café 2010:  США: Аманда Рене Дельгадо

Reina Hispanoamericana
- Reina Hispanoamericana 2009:  Доминиканская Республика: Мелоди Мир (2-я Вице Мисс)
  -  представительница  Испания'

Reina Mundial del Banano
- 2008:  США: Аманда Рене Дельгадо (Победительница)

## Сноски
1. ↑  Program | Miss International 2012 in Okinawa. Missinternational-okinawa.com. Дата обращения: 20 октября 2012. Архивировано 17 февраля 2013 года.
2. ↑  Daiana Incandela es la Miss Internacional Argentina (исп.). Дата обращения: 9 февраля 2013. Архивировано из оригинала 17 февраля 2013 года.
3. 1 2 3 4 5 6 7 8 9 10 11 12 13 14 15 16 17 18 19 20 21 22 23 24 25 26 27 28 29 30  2012 Delegates Profiles. Miss International. Дата обращения: 9 февраля 2013. Архивировано 17 февраля 2013 года.
4. ↑  Miss Belarus 2012. Globalbeauties.com. Дата обращения: 9 февраля 2013. Архивировано из оригинала 17 февраля 2013 года.
5. ↑  Belize Pageant Updates. Facebook. Дата обращения: 9 февраля 2013. Архивировано 2 июня 2021 года.
6. ↑  Miss Bolivia 2012. globalbeauties.com. Дата обращения: 9 февраля 2013. Архивировано из оригинала 17 февраля 2013 года.
7. ↑  Melissa Varon was elected as Señorita Colombia Internacional 2011-2012. The Time of Beauty. Дата обращения: 9 февраля 2013. Архивировано из оригинала 30 ноября 2011 года.
8. ↑  EXCLUSIVE: Miss World Costa Rica 2012 is Silvana Sanchez! Other Winners announced! BeautyMania.Biz. Дата обращения: 9 февраля 2013. Архивировано 17 февраля 2013 года.
9. ↑  New Miss International Denmark 2012 is Miss Copenhagen: Line Christiansen. Globalbeauties.com. Дата обращения: 9 февраля 2013. Архивировано из оригинала 17 февраля 2013 года.
10. ↑  Miss International Dominican Republic 2012. Global Beauties. Дата обращения: 10 августа 2012. Архивировано из оригинала 17 февраля 2013 года.
11. ↑  The Times of Beauty — Miss World 2012 — Miss Universe 2012. Timesofbeauty.com. Дата обращения: 10 августа 2012. Архивировано из оригинала 17 февраля 2013 года.
12. ↑  Reinado de Elsalvador 2011 is Marlin Ramirez. reinadodeelsalvador.com. Дата обращения: 9 февраля 2013. Архивировано из оригинала 17 февраля 2013 года.
13. ↑  Sara Chafak is Miss Finland. The Times of Beauty. Дата обращения: 9 февраля 2013. Архивировано 17 февраля 2013 года.
14. ↑  The Pagents | Miss International 2012 in Okinawa. Missinternational-okinawa.com. Дата обращения: 9 февраля 2013. Архивировано из оригинала 17 февраля 2013 года.
15. ↑  Chanel Cruz Jarrett: Miss International Guam 2012 | MISS INTERNATIONAL 2012 | livewireworld | livewireworld. Livewireworld.info. Дата обращения: 9 февраля 2013. Архивировано 17 февраля 2013 года.
16. ↑  Claudia Kozma: Miss International Hungary 2012 | MISS INTERNATIONAL 2012 | livewireworld | livewireworld. Livewireworld.info. Дата обращения: 9 февраля 2013. Архивировано 17 февраля 2013 года.
17. ↑  ROCHELLE MARIA RAO — PROFILE. The Times Of India. Архивировано 28 января 2013. Дата обращения: 9 февраля 2013.
18. ↑  Maria Selena won Puteri Indonesia 2011. donaldnguyen.blogspot.com.
19. ↑  Wall Photos. Facebook. Дата обращения: 9 февраля 2013. Архивировано 7 декабря 2019 года.
20. ↑  Miss Japan 2011 is Ikumi Yoshimatsu. The Times of Beauty. Дата обращения: 9 февраля 2013. Архивировано 17 февраля 2013 года.
21. ↑  Miss Lebanon International 2012. misslebanon.org. Дата обращения: 18 октября 2018. Архивировано 17 февраля 2013 года.
22. ↑  Macau Pageant Association. Facebook. Дата обращения: 30 сентября 2012. Архивировано 1 октября 2018 года.
23. ↑  Jessica García Formenti crowned Nuestra Belleza México Internacional 2012. The Times of Beauty. Дата обращения: 9 февраля 2013. Архивировано 17 февраля 2013 года.
24. ↑  MISSOSOLOGY • View topic — Miss Mongolia 2012 — Dolgion Delgerjav. Missosology.info. Дата обращения: 9 февраля 2013. Архивировано 17 февраля 2013 года.
25. ↑  Miss Nepal 2012. The Times of Beauty. Дата обращения: 9 февраля 2013. Архивировано из оригинала 17 февраля 2013 года.
26. ↑  Miss World New Zealand 2012. Global Beauties. Дата обращения: 9 февраля 2013. Архивировано из оригинала 17 февраля 2013 года.
27. ↑  EXCLUSIVE: Miss Panama 2012 Official Results! BeautyMania.Biz. Дата обращения: 9 февраля 2013. Архивировано 17 февраля 2013 года.
28. ↑  EXCLUSIVE: Miss Universo Paraguay 2012 Official Results! BeautyMania.Biz. Дата обращения: 9 февраля 2013. Архивировано 17 февраля 2013 года.
29. ↑  MISSOSOLOGY • View topic — Miss International Peru 2012 is Rossmary Pizarro||. Missosology.info. Дата обращения: 9 февраля 2013. Архивировано 17 февраля 2013 года.
30. ↑  Bb. Pilipinas The Pageant. Bbpilipinas.com. Дата обращения: 9 февраля 2013. Архивировано из оригинала 17 февраля 2013 года.
31. ↑  Miss Polonia. Дата обращения: 9 февраля 2013. Архивировано из оригинала 17 февраля 2013 года.
32. ↑  Joana Peta — Miss International Portugal 2012. Дата обращения: 9 февраля 2013. Архивировано 17 февраля 2013 года.
33. ↑  Coronada nueva Miss Puerto Rico Internacional 2012. www.vocero.com. Дата обращения: 9 февраля 2013. Архивировано из оригинала 17 февраля 2013 года.
34. ↑  Miss Sierra Leone International. Facebook. Дата обращения: 9 февраля 2013. Архивировано 2 июня 2021 года.
35. ↑  Miss Slovensko International 2012. globalbeauties.com. Дата обращения: 9 февраля 2013. Архивировано из оригинала 17 февраля 2013 года.
36. ↑  MISSOSOLOGY • View topic — MI Sweden 2012, Katarina Konow [official thread]. Missosology.info. Дата обращения: 9 февраля 2013. Архивировано 17 февраля 2013 года.
37. ↑  Andrea Huisgen crowned Miss Turkey 2012 (недоступная ссылка — история). The Times of Beauty.
38. ↑  2011 Miss United Kingdom is Alize Mounter, Miss England. Pageant Mania. Дата обращения: 9 февраля 2013. Архивировано из оригинала 17 февраля 2013 года.
39. ↑  Toledo, Edwin. The Times of Beauty — Miss World 2012 — Miss Universe 2012: Miss U.S. International 2012. Timesofbeauty.com. Дата обращения: 9 февраля 2013. Архивировано 17 февраля 2013 года.
40. ↑  Irina Esser Electa Miss Venezuela 2011. www.eluniversal.com. Дата обращения: 9 февраля 2013. Архивировано 17 февраля 2013 года.
41. ↑  Toledo, Edwin. The Times of Beauty — Miss World 2012 — Miss Universe 2012: Miss U.S. Paradise 2012. Timesofbeauty.com. Дата обращения: 9 февраля 2013. Архивировано 17 февраля 2013 года.